# SS-Polizei-Regiment 6
Le 6e Régiment de police SS (en allemand : SS-Polizei-Regiment 6) était une unité de police militarisée du Troisième Reich, qui a joué un rôle brutal dans le maintien de l'ordre et la répression dans les territoires de l’Est occupés pendant la Seconde Guerre mondiale.
Formé en juillet 1942 sous le nom de 6e Régiment de police (en allemand : Polizei-Regiment 6), le régiment est constitué à partir d'éléments existants de la Police de l’ordre public (en allemand : Ordnungspolizei, OrPo) pour assurer « des missions de sécurité » sur le Front de l'Est.
Le 6e Régiment de police (en allemand : Polizei-regiment 6) est passé, au début de l'année 1943, dans la structure de la Schutzstaffel (SS). Cette intégration a renforcé son statut pour le « maintien de l'ordre traditionnel » avec les objectifs idéologiques et son rôle au sein de l'appareil répressif politique et fonctionnel du régime nazi.
Décimé plusieurs fois dans sa lutte contre les partisans soviétiques et les offensives de l’Armée rouge, reconstitué, le régiment sera finalement anéanti début 1945.

## Historique

### Contexte
« Toutes ces unités étaient placées sous l'autorité du Reichsführer-SS Heinrich Himmler [...] par un décret du Führer' du 17 juin 1936 »

— Jean-Benoît Clerc
Le 6e Régiment de police s'inscrit dans le contexte historique d'une fusion progressive entre les forces de police et la SS sous le Troisième Reich.
Cette évolution s'amorce dès les premières années du régime nazi. L'Ordnungspolizei, dont est issu le 6e Régiment de police, représente la branche de la police d'ordre public, distincte, mais complémentaire de la police de sécurité (en allemand : Sicherheitspolizei, SiPo).

La SS étend progressivement son influence sur l'ensemble de l'appareil sécuritaire du Reich et, sous la direction de Heinrich Himmler, ⁣celle-ci absorbe les différentes branches de la police, y compris l'Ordnungspolizei. 

« Aux quatres Einsatzgruppen qui comptaient [...] environs 3 000 hommes, s'ajoutèrent des bataillons de l'Ordnungspolizei dont le nombre devait passer d'au moins onze au début de l'opération Barbarossa à vingt-trois à la fin de l'année 1941 - chaque bataillon comptant près de 500 hommes -, [...] »,

— Jean-Benoît Clerc
Cette fusion conduit à la création d'unités comme le 6e Régiment de police SS. Ces unités jouent un rôle important dans l'application des politiques raciales et la répression des populations dans les territoires occupés, participant aussi et ainsi directement à la mise en œuvre de la politique d'extermination nazie,.

### 6eRégiment de police

#### Constitution du régiment
Le 6e Régiment de police (en allemand : Polizei-regiment 6) est constitué en 1942 dans le contexte de l'effort de guerre nazi sur le Front de l'est. Cette formation découla de la transformation de plusieurs bataillons de la police ordinaire (en allemand : Ordnungpolizei), assignés à des tâches de sécurité dans les territoires occupés par les forces allemandes.

##### Bataillon de policeno311
Créé entre 1939 et 1940 à Iéna dans un but de formation, le Bataillon de police no 311 (en allemand : Polizei-Bataillon 311) est caserné au 94e régiment d’infanterie impérial de Saxe-Weimar,.
En octobre 1940, il est affecté et intégré au Régiment de police de Cracovie. Ses ordres de mission sont de patrouiller afin de faire respecter l’ordre,.

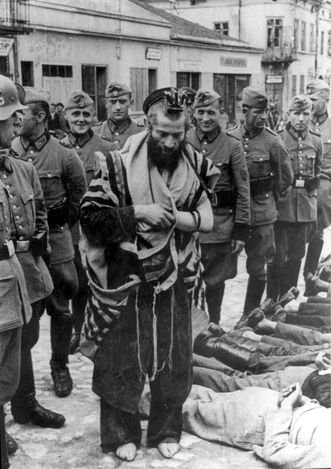
Dans le quartier juif de Lviv, la terreur [la photo montre la police allemande] était bestiale.

Le Polizei-Bataillon 311 intègre aussi un escadron motorisé et une section de chasse (composée de policier munichois) provenant du 45e Bataillon de police (en allemand : Polizei-Bataillon 45.). Ces éléments additionnels sont dédiés à la chasse aux partisans.
Fin 1940, le bataillon effectue des rafles dans Cracovie à l’encontre des juifs, et, en mai 1941, le Bataillon de police no 311 est transféré à Gorlice puis à Rzeszow afin de se préparer à l’invasion de la Russie,.
Le bataillon, dans l’Opération Barbarossa, suit la 17e Armée. En été 1941, la 3e compagnie rafle des juifs à Lemberg. Caserné à Pavlohrad, près de Kherson, le Bataillon de police no 311 participe à l’exécution de près de 5 000 juifs en mai 1941, et, en décembre 1941, il est engagé dans des opérations anti-partisans dans la région de leur casernement et de Novomoskovsk.
En mars 1942, le Bataillon de police no 311 est engagé (avec la 444e Division de sécurité à laquelle il est rattaché depuis début 1941) à sécuriser des parties de la Mer d’Azov.
Mi-1942, le bataillon est rattaché au 6e Régiment de police et composera une partie de celui-ci : le 2e Bataillon de police (avec les 5e, 6e et 7e compagnies).

##### Bataillon de policeno318
Le Bataillon de police no 318 est formé à Vienne en 1940. Il s’agit du nouveau nom du Bataillon de réserve de police no 172 formé en 1939 et du Régiment de police « Moravie » (« Bataillon de police « Iglau » »),.
Transféré en Pologne en 1941, à l'arrière du Groupe d’Armées Sud, le bataillon participe dès juillet 1941, et participe à plusieurs actions,.
En janvier 1942, sa zone d’action est déplacée vers l’est du Dniepr et le Bataillon de police no 318 est employé dans la « lutte contre les gangs »,. Dans la dernière partie de l’année 1942, le bataillon va composer une partie du 6e Régiment de police, le 3e Bataillon de police,.

##### Bataillon de réserve de policeno82
Le Bataillon de réserve de police no 82 (en allemand : Reserve-Polizei-Bataillon 82) est formé en 1939 et dès le début de 1940 participe à l’arrestation de polonais, à la déportation de travailleur forcés et surveille un ghetto (le Ghetto juif de Chrzanów) .
Mi-1941, il participe à des exécutions d’hommes juifs dans la région de Jytomir et fin de la même année, le bataillon est utilisé pour retrouver des Partisans soviétiques (des soldats de l’Armée rouge dispersés).
En avril 1942, le bataillon combat des partisans près de Kolzowka. Mi-même année, il est à nouveau engagé à 120 kilomètres au sud de Briansk.
C’est peu après que le Bataillon de réserve de police no 82 sera intégré au 6e Régiment de police, sous une nouvelle nomenclature : 1er Bataillon de police (en allemand : Polizei-Bataillon 1),.

#### 6eRégiment de police

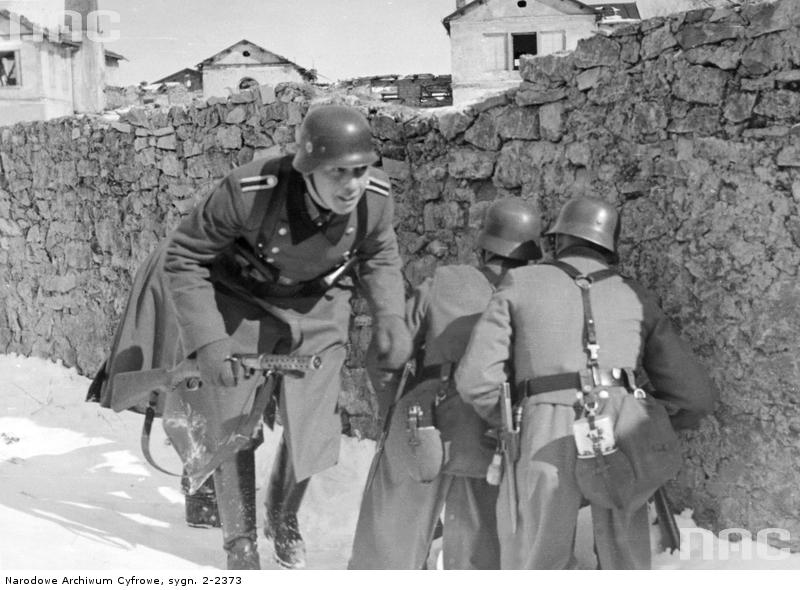
Officiers de l'Ordnungspolizei dissimulés devant un mur d'enceinte, sur le front italien.

De juillet 1942 à septembre 1942, le régiment se constitue avec l’intégration des Bataillons de police no 311 et no 318, ainsi que le Bataillon de réserve de police no 82 ; avec la création de son état-major, le régiment devient opérationnel.
Constitué des trois bataillons, le régiment n’est toutefois pas dédié à une zone spécifique en effet, ceux-ci sont dispersés dans diverses Divisions de sécurité et de sureté,.
Fin 1942, les Polizei-Bataillon 1 et Polizei-Bataillon 2 sont transférés sur le front où ils sont rapidement décimés. Les restes des régiments sont dispersés au sein des compagnies du 3e bataillon de police qui est transféré à Adlershof,.
Stationné à l'arrière de la 8e Armée italienne au déclenchement de l'Opération Saturne en décembre 1942, janvier 1943, le 3e Bataillon de police est anéanti lorsque le front italien cède et que la zone est envahie de troupes soviétiques.

### SS-Polizei-Regiment 6
Les régiments de police prennent l'appellation de la SS en février 1943. Les restes du 6e régiment de police sont intégrés à l'ordre noir et le régiment est progressivement reconstitué par une campagne de recrutement en Hongrie, mais aussi par les restes du 1er Bataillon et 2e Bataillon de police SS du 1er Régiment de police SS (en allemand : SS-Polizei-Regiment 1),.
Le 6e régiment de police change sa dénomination en SS-Polizei-Regiment 6 (en français : 6e Régiment de police SS). Les 1er et 2e bataillons sont composés de recrues hongroises, le Polizei-Bataillon 3 est réorganisé avec des Volksdeutsche (en français : allemands du peuple) .
Déployé en Hongrie, dans les environs de Budapest, le régiment est anéanti à petit feu lors du Siège de Budapest fin 1944, début 1945,.

#### Ordre de bataille duSS-Polizei-Regiment 6
- SS-Polizei-Regiment 6
  - Compagnie de commandement
  - SS Polizei-Bataillon 1
  - SS Polizei-Bataillon 2
  - SS Polizei-Bataillon 3